# Бразилско царство
Бразилско царство била је монархија у Јужној Америци. Држава је постојала између 1822. и 1889. године. Након тога је успостављена Прва бразилска република.

## Историјат
Када је француска војска заузела Португалију током Наполеонових ратова, португалска краљевска породица била је присиљена на прогонство. Побегли су на португалске поседе у Јужној Америци, где су се скрасили у Рију де Жанеиру тада проглашеног као главни град Португалије, Бразила и Алгарве (покрајина у данашњој Португалији). Након што је рат завршио, први бразилски цар Педро I вратио се у Португалију, а наследио га је Педро II, његов син. Бразил је постао независан од Португалије, али с монархом, који је био члан португалске краљевске породице.
Након проглашења независности, активирала се трговина. Знатно се повећао број робова поготово у Рио де Жанеиру, од 26 254 робова 1825. године до 43 555 робова 1828. године. Цар Педро I желео је да укине ропство, али се бразилски парламент томе успротивио па је ропство укинуто пуно година касније. Кад је ропство коначно укинуто, дошло је до озбиљних привредних проблема на северу Бразила. Многи робови умрли су од глади и немаштине.
Уследиле су године политичких немира и тежњи да се промени политички систем. Уведена је олигархијска република, а убрзо се догодио пуч и цар је морао да абдицира па је Бразилско царство укинуто и проглашена је Прва бразилска република 1889. године.

## Владари
|                     | Владар              | Титула | Владао                              | Живео                                 |
| ------------------- | ------------------- | ------ | ----------------------------------- | ------------------------------------- |
| Педро I од Бразила  | Педро I од Бразила  | цар    | 1822. — 1831.                       | 12. октобар 1798. — 7. април 1834.    |
| Педро II од Бразила | Педро II од Бразила | цар    | 7. април 1831. — 15. новембар 1889. | 2. децембар 1825. — 5. децембар 1891. |

## Становништво
Број становника нагло је растао од 4 милиона становника 1823. године до 14,5 милиона становника 1887. године. Само 20% од укупног становништва знало је да чита и пише.